# Statsskick
Statsskick, även kallat statsform, är det sätt som en suverän stat organiseras, framför allt med avseende på hur utövningen av statens makt organiseras. Den klassiska indelningen av statsskick utgår ifrån hur statschefen tillsätts: monarki om ämbetet är ärftligt (till exempel Sverige), republik om ämbetet tillsätts av en valmanskår (till exempel Finland).
Det finns dock flera andra sätt att indela olika statsskick. Ett annat sätt är utifrån förhållandet mellan den verkställande makten och den lagstiftande församlingen. Det finns tre huvudvarianter, vare sig det är monarki eller republik: presidentialism, semipresidentialism eller parlamentarism. 
En monarki kan vara absolut eller kombinerad med demokrati i form av konstitutionell. Även andra system finns, exempelvis teokrati (till exempel Iran och Vatikanstaten). 
En viktigare uppdelning är den mellan demokratier – där den offentliga makten utgår från folket genom allmänna och fria val – och diktaturer – där all makt utgår från en individ eller en mindre grupp. Det finns en ideologisk spänning i epiteten i fråga. Kommunistiska stater har i allmänhet betraktats som diktaturer i västvärlden, men själva beskrivit sig som demokratiska (till exempel Tyska demokratiska republiken, Demokratiska folkrepubliken Korea), medan kapitalism anses vara en form av diktatur ur en kommunists synvinkel.

## Historik
Karaktärisering och indelning av olika statsskick är en klassisk uppgift inom statsvetenskap. Aristoteles var den som först definierade tre statsformer utgående från de styrandes antal: enmansvälde (monarki), fåmansvälde (aristokrati) och mångvälde (vanligen kallat 
demokrati). Eftersom även monarkier kan vara aristokratiska och demokratiska reducerade därför Machiavelli statsskicken till två: monarki och republik.

## Dimensioner
Det finns, förutom monarki och republik, många olika dimensioner som tillsammans utgör statsskickets form. Några av dem är:
- Politisk representation: Envälde (Sverige under stormaktstiden), begränsad rösträtt (Sverige 1866-1921), allmän och lika rösträtt (Sverige idag)
- Maktdelning: Parlamentarism (Sverige), presidentialism (USA)
- Lokalt självstyre: Enhetsstat (Sverige), förbundsstat (Tyskland), enhetsstat med självstyrande områden (Danmark)
- Valsystem: Proportionellt (Sverige) eller valkretsbaserat (Storbritannien, USA)
- Religion: Sekulär regering (Tyskland, Syrien) eller teokrati (Iran)
- Suveränitet: Suveränt (Sverige), självstyrande (Åland) eller icke-suveränt (Tjetjenien)
- Ekonomiskt system: Marknadsekonomi (USA), planekonomi (Sovjetunionen)
- Medborgerliga rättigheter: Slaveri (södra USA före inbördeskriget), segregation (Sydafrika under apartheidtiden), likabehandling (EU)

## Olika statsskick
- Anarki
- Autokrati
- Demokrati
- Envälde
- Geniokrati
- Hierokrati
- Kleptokrati
- Meritokrati
- Monarki
- Nekrokrati
- Oligarki
- Plutokrati
- Republik
- Teknokrati
- Teokrati